# Salon-de-Provence
Salon-de-Provence (in occitano Selon de Provença) è un comune francese di 43 115 abitanti situato nel dipartimento delle Bocche del Rodano della regione della Provenza-Alpi-Costa Azzurra. Vi visse e morì il celebre astrologo Nostradamus.
Una base aerea nelle vicinanze ospita la Patrouille de France.

## Geografia
Salon-de-Provence è situata a 52 km a nord-ovest di Marsiglia.

## Monumenti e luoghi d'interesse
- Chiesa di San Lorenzo, costruita tra il XIV ed il XV secolo.
- Castello dell'Empéri
- Cappella di San Michele

## Società

### Evoluzione demografica
Abitanti censiti

## Istruzione
- École de l'Air